# Bataille de l'île Christmas
Théâtre d'Asie du Sud-Est de la Guerre du Pacifique
Batailles
- Action du 27 février 1941
- Action du 8 mai 1941
- Bataille entre le Sydney et le Kormoran
- Raids japonais de 1942
- Occupation japonaise des îles Andaman
- (Massacre de Homfreyganj)
- Bataille de l'île Christmas
- Raid sur Ceylan (Raid du dimanche de Pâques)
- Mutinerie des îles Cocos
- Bataille de Madagascar
- Ralliement de La Réunion
- Opération Creek
- Groupe Monsun
- Action du 13 novembre 1943
- Action du 11 janvier 1944
- Action du 14 février 1944
- Raid japonais de 1944
- Action du 17 juillet 1944

- 1940
- 1941
- 1942
- 1943
- 1944
- 1945

Japon :
- Raid de Doolittle
- Bombardements stratégiques sur le Japon (Tokyo
- Yokosuka
- Kure
- Hiroshima et Nagasaki)
- Raids aériens japonais des îles Mariannes
- Campagne des archipels Ogasawara et Ryūkyū
- Opération Famine
- Bombardements navals alliés sur le Japon
- Baie de Sagami
- Invasion de Sakhaline
- Invasion des îles Kouriles
- Opération Downfall
- Reddition du Japon

Pacifique central :
- Pearl Harbor
- Guam (1941)
- Wake
- Raid sur les îles Gilbert et Marshall
- Opération K
- Midway
- Opération RY
- Campagne des îles Gilbert et Marshall
- Campagne des îles Mariannes et Palaos
- Campagne des archipels Ogasawara et Ryūkyū
- Opération Inmate

Pacifique du sud-ouest :
- Nauru
- Invasion des Philippines (1941-42)
- Invasion des Indes orientales néerlandaises
- Opérations de l'Axe dans les eaux australiennes
- Raids aériens japonais sur l'Australie (1942-43)
- Opération Ke
- Campagne des îles Salomon
- Campagne de Nouvelle-Guinée
- Campagne des Philippines
- Campagne de Bornéo (1945)

Asie du sud-est :
- Invasion de l'Indochine (1940)
- Océan Indien (1940-45)
- Guerre franco-thaïlandaise
- Invasion de la Thaïlande
- Campagne de Malaisie
- Hong Kong
- Singapour
- Campagne de Birmanie
- Opération Kita
- Indochine (1945)
- Détroit de Malacca
- Opération Jurist
- Opération Tiderace
- Opération Zipper
- Bombardements stratégiques (1944-45)

Guerre sino-japonaise
Front d'Europe de l’Ouest
Front d'Europe de l’Est
Bataille de l'Atlantique
Campagnes d'Afrique, du Moyen-Orient et de Méditerranée
Théâtre américain
La bataille de l'île Christmas est un engagement ayant eu lieu le 31 mars 1942 pour le contrôle de l'île Christmas dans l'océan Indien entre les Alliés et l'empire du Japon sur le théâtre Pacifique de la Seconde Guerre mondiale.
En raison d'une mutinerie des soldats indiens contre leurs officiers britanniques, les troupes japonaises parviennent à occuper l'île sans aucune résistance. Toutefois, le sous-marin américain USS Seawolf (SS-197) cause des dommages significatifs au croiseur japonais Naka.

## Contexte historique
L'île Christmas est à cette époque une possession britannique faisant partie des établissements des détroits (Straits Settlements), située à 298 kilomètres au sud de Java. Elle se révèle être importante pour deux raisons : elle est un parfait avant-poste de contrôle de l'est de l'océan Indien et dispose de ressources en phosphate, nécessaires à l'industrie japonaise.
Après l'occupation de Java en février-mars 1942, le quartier général impérial japonais donne les ordres pour l’Opération X (l'invasion et l'occupation de l'île de Christmas) le 14 mars 1942.
Le contre-amiral Shōji Nishimura se voit assigner le commandement de la Seconde Flotte expéditionnaire du Sud avec le croiseur léger Naka pour navire amiral. La flotte consiste également en les croiseurs Nagara, Natori, ainsi qu'en les destroyers Minegumo, Natsugumo, Amatsukaze, Hatsukaze, Satsuki, Minazuki, Fumizuki, Nagatsuki, le pétrolier Akebono Maru, les navires de transport Kimishima Maru et Kumagawa Maru et 850 hommes des 21e et 24e forces spéciales de base et la 102e unité de construction.
Sur l'île, la garnison britannique (32 soldats, la plupart indiens, dirigés par un officier britannique et 4 sous-officiers), dispose d'un canon de 155 mm déployé après la Première Guerre mondiale depuis Singapour et probablement de 3 canons anti-aériens.
Les troupes indiennes, croyant apparemment la propagande japonaise concernant la libération de l'Inde du joug britannique, se mutinent et tuent leurs officiers dans la nuit du 10 mars 1942, puis emprisonnent les quelques autres habitants européens de l'île en attendant une exécution qui, apparemment, sera contrecarrée par l'occupation japonaise,.

## Déroulement de la bataille

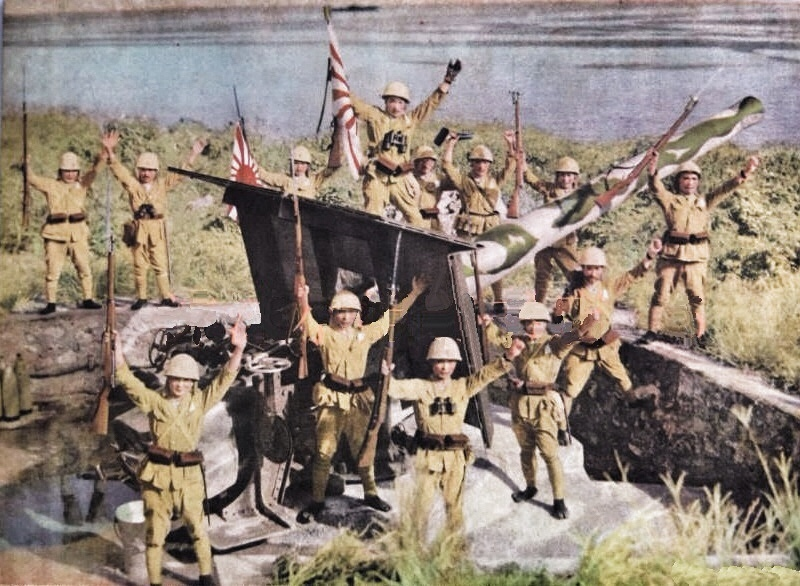
La marine japonaise posant avec un canon côtier britannique capturé après la prise de l'île, avril 1942.

À l'aube, le 31 mars 1942, une douzaine de bombardiers japonais lancent un raid sur l'île détruisant la station de radio (située aujourd'hui à l'emplacement du bureau de poste).
Des fragments de bombes larguées restent encore observables dans les années 1980. En raison de la mutinerie, le corps expéditionnaire japonais parvient à débarquer à Flying Fish Cove sans opposition alliée.
À 09 h 49, le sous-marin américain USS Seawolf lance quatre torpilles contre le Naka, toutes manquent leur cible. Celui-ci attaque à nouveau à 06 h 50 le lendemain matin, lançant trois torpilles contre le Natori, également manquées. Dans la soirée, avec ses deux dernières torpilles d'une portée de 1 000 m, le Seawolf parvient à toucher le Naka sur son côté tribord, près de la chaufferie n°1. Les dégâts sont suffisamment graves au point que le Naka dû être remorqué par le Natori afin de retourner à Singapour, avant d'être finalement forcé à retourner au Japon pour subir un an de réparations. Après le succès de son attaque, les navires japonais mènent une chasse au sous-marin pendant plus de sept heures, mais le Seawolf s'échappe.

## Suites et conséquences
Le Natori retourne sur l'île Christmas et les Japonais rembarquent le 3 avril 1942, à l'exception d'un détachement de 20 hommes à Banten Bay. Le phosphate extrait est chargé à bord des navires de transport. Après la fin de l'occupation en 1945, au cours de laquelle les Japonais auraient forcé de nombreux musulmans locaux à se consacrer à leur culte, les troupes alliées libératrices détruisent un sanctuaire shinto.
Les 7 mutins indiens survivants retrouvés sont poursuivis par un tribunal militaire à Singapour et cinq d'entre eux sont condamnés à mort en 1947. Les peines ont été commuées en prison à vie après que les gouvernements indien et pakistanais se soient opposés à leur exécution.